# Bolands
Bolands, oft auch Bolans geschrieben, ist eine Gemeinde am südwestlichen Ende der Insel Antigua und Hauptstadt der Parish of Saint Mary. Es war einst eine agrarische Gemeinde, hat sich aber langsam in ein Zentrum touristischer Aktivitäten verwandelt. Es gibt Menschen in der Gemeinschaft, die sich in der Landwirtschaft engagieren, mehr als eine Möglichkeit, sich selbst zu ernähren oder ein notwendiges Einkommen hinzuzufügen. In Bolands befindet sich das Jolly Beach Resort sowie die Jolly Harbour Marina und Bootswerft, die einen geschützten Anlegeplatz mit 24-Stunden-Sicherheitsdienst und eine Bootswerft bietet. Im Jahr 2001 zählte der Ort 1888 Einwohner.